# 奥托·鲍威尔

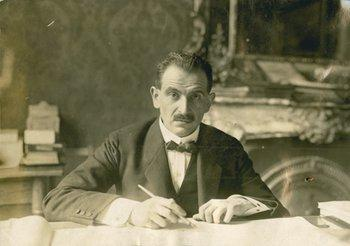
1919年的奥托·鲍威尔

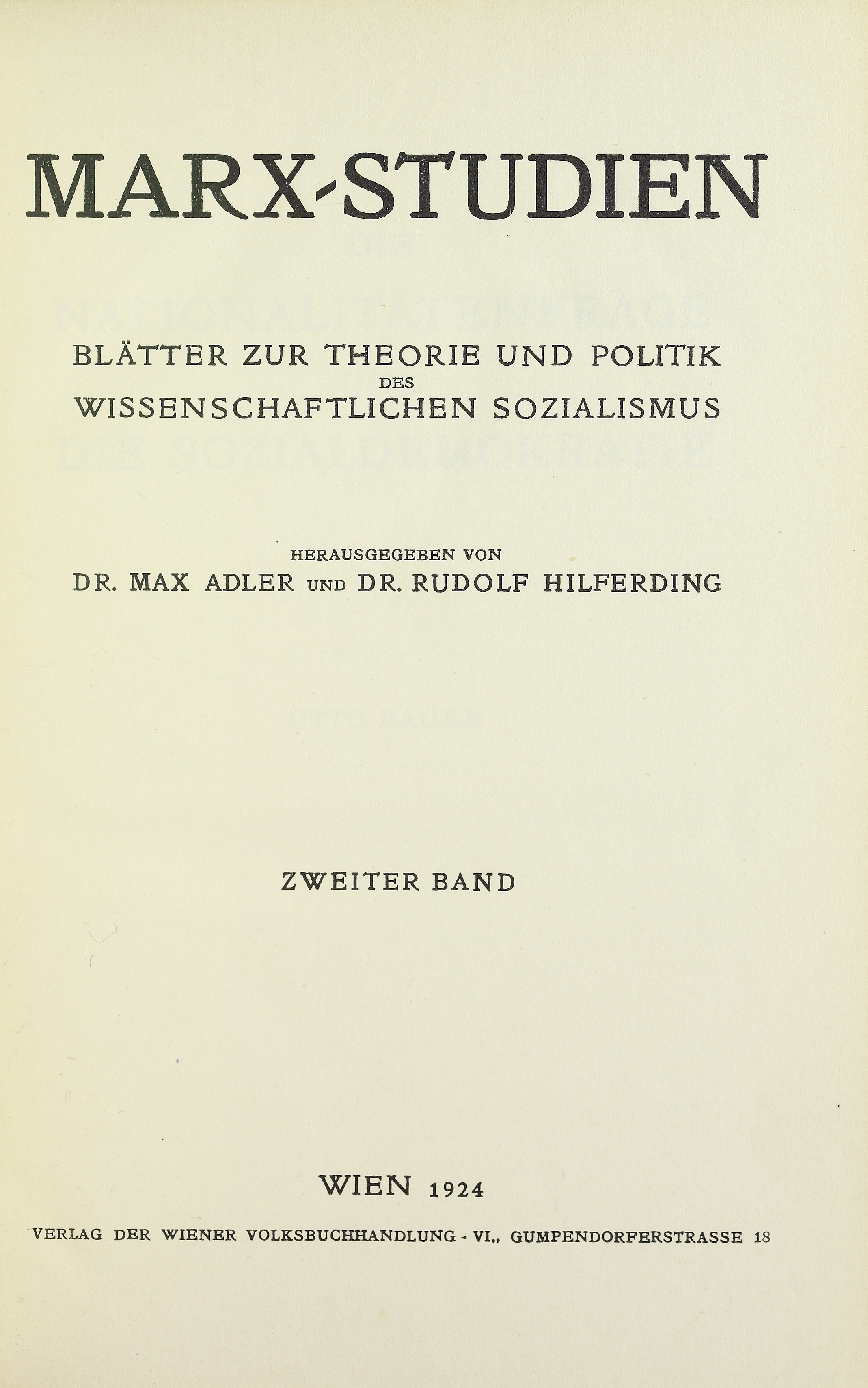
Nationalitätenfrage und die Sozialdemokratie, 1924

奥托·鲍威尔（德语：Otto Bauer；1881年9月5日—1938年7月4日）是一位奥地利社会民主党人并被认为是左翼社会主义具有奥地利马克思主义倾向的领导人。在他寻找民主社会主义的第三条道路的过程中，鲍尔同时也启发了新左翼运动和欧洲共产主义。

## 外部連結
- Otto Bauer speak about the crise 1929 （页面存档备份，存于）
- Otto Bauer Archive （页面存档备份，存于）
- （德文） Otto Bauer und Die Mühen des Dritten Wegs Die Linke, Michael R. Krätke